# Green Bay Packers 1966
La stagione 1966 dei Green Bay Packers è stata la 46ª della franchigia nella National Football League. La squadra, allenata da Vince Lombardi, ebbe un record di 12-2, terminando prima nella Western Conference.

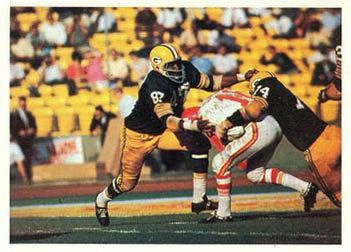
i Packers E I Chiefs nel Super Bowl I

I Packers batterono i Dallas Cowboys nella finale del campionato NFL, il secondo titolo consecutivo per il club, il quarto della gestione Lombardi e il decimo complessivo. Due settimane dopo Green Bay vinse batté per 35–10 i Kansas City Chiefs nel Super Bowl I.
Il quarterback Bart Starr fu nominato MVP della NFL nel 1966. Cold Hard Football Facts scrisse della stagione 1966 del giocatore: "Starr, sempre troppo poco apprezzatp, era al suo meglio nel 1966, la sua unica stagione da MVP. Guidò la lega in percentuale di completamento, yard passate, yard per tentativo e passer rating, con rapporto tra touchdown e intercetti di 4,7 a 1 che rimane il migliore della storia. Starr, come sempre, mise in mostra le prestazioni migliori quando era più necessario: i Packers del 1966, per esempio, avevano il peggiore attacco sulle corse nel football, con una media di 3,5 a tentativo, malgrado la reputazione di Lombardi di avere avuto sempre grandi squadre nelle corse."

## Roster
| Roster dei Green Bay Packers nel 1966 |
| --- |
| Quarterback - 12 Zeke Bratkowski - 15 Bart Starr Running Back - 44 Donny Anderson KR - 33 Jim Grabowski FB - 5 Paul Hornung - 22 Elijah Pitts - 31 Jim Taylor FB Wide Receiver - 84 Carroll Dale - 86 Boyd Dowler - 80 Bob Long - 27 Red Mack - 85 Max McGee Tight End - 88 Bill Anderson - 83 Allen Brown - 81 Marv Fleming Offensive Linemen - 57 Ken Bowman C - 50 Bill Curry C - 68 Gale Gillingham G - 75 Forrest Gregg T - 64 Jerry Kramer G - 76 Bob Skoronski T - 63 Fuzzy Thurston G - 72 Steve Wright T Defensive Linemen - 82 Lionel Aldridge DE - 78 Bob Brown DT - 87 Willie Davis DE - 74 Henry Jordan DT - 77 Ron Kostelnik DT - 73 Jim Weatherwax DE/DT Linebacker - 60 Lee Roy Caffey OLB - 56 Tommy Crutcher OLB - 66 Ray Nitschke ILB - 89 Dave Robinson OLB - 37 Phil Vandersea ILB Defensive Back - 26 Herb Adderley CB - 40 Tom Brown FS - 43 Doug Hart SS/CB - 45 Dave Hathcock CB - 21 Bob Jeter CB - 24 Willie Wood SS/PR Special Team - 34 Don Chandler K/P Squadra di allenamento - -- Kent Nix QB - -- Roy Schmidt G |
| Legenda - I rookie sono in corsivo. - Il primo ruolo è il principale mentre gli eventuali successivi indicano i ruoli secondari. - (IR) sta per Injured Reserve ed indica la lista ristretta per un solo giocatore infortunato che può tornare ad allenarsi dopo la settimana 6 e a rientrare in prima squadra dopo che questa ha giocato 8 partite. - (NF-Inj.) / (NF-Ill.) stanno rispettivamente per Non-Football Injured e Non-Football Illness ed indicano le liste dove viene inserito un giocatore che ha un infortunio o una malattia non dipendente dal football americano. - (PUP) sta per Physically Unable to Perform ed indica la lista dove viene inserito un giocatore mentre è in attesa di recuperare la condizione fisica. Nella stagione regolare dopo la sesta partita giocata dalla propria squadra, il giocatore ha tempo tre settimane per riprendere ad allenarsi, più tre settimane aggiuntive dal suo rientro agli allenamenti per rientrare in prima squadra.                                                         |

## Calendario
| Stagione regolare |              |                        |                    |                    |                               |
| Turno             | Data         | Avversario             | Risultato          | Record             | Stadio                        |
| 1                 | 10 settembre | Baltimore Colts        | V, 24–3            | 1–0                | Milwaukee County Stadium      |
| 2                 | 18 settembre | at Cleveland Browns    | V, 21–20           | 2–0                | Cleveland Stadium             |
| 3                 | 25 settembre | Los Angeles Rams       | V, 24–13           | 3–0                | Lambeau Field                 |
| 4                 | 2 ottobre    | Detroit Lions          | V, 23–14           | 4–0                | Lambeau Field                 |
| 5                 | 9 ottobre    | at San Francisco 49ers | S, 20–21           | 4–1                | Kezar Stadium                 |
| 6                 | 16 ottobre   | at Chicago Bears       | V, 17–0            | 5–1                | Wrigley Field                 |
| 7                 | 23 ottobre   | Atlanta Falcons        | V, 56–3            | 6–1                | Milwaukee County Stadium      |
| 8                 | 30 ottobre   | at Detroit Lions       | V, 31–7            | 7–1                | Tiger Stadium                 |
| 9                 | 6 novembre   | Minnesota Vikings      | S, 17–20           | 7–2                | Lambeau Field                 |
| 10                | 13 novembre  | Settimana di pausa     | Settimana di pausa | Settimana di pausa | Settimana di pausa            |
| 11                | 20 novembre  | Chicago Bears          | V, 13–6            | 8–2                | Lambeau Field                 |
| 12                | 27 novembre  | at Minnesota Vikings   | V, 28–16           | 9–2                | Metropolitan Stadium          |
| 13                | 4 dicembre   | San Francisco 49ers    | V, 20–7            | 10–2               | Milwaukee County Stadium      |
| 14                | 10 dicembre  | at Baltimore Colts     | V, 14–10           | 11–2               | Memorial Stadium              |
| 15                | 18 dicembre  | at Los Angeles Rams    | V, 27–23           | 12–2               | Los Angeles Memorial Coliseum |

Note: gli avversari della propria conference sono in grassetto.

### Playoff
| Playoff      |            |                    |           |                               |
| Turno        | Data       | Avversario         | Risultato | Stadio                        |
| Finale NFL   | 1º gennaio | Dallas Cowboys     | V 34–27   | Cotton Bowl                   |
| Super Bowl I | 15 gennaio | Kansas City Chiefs | V 35–10   | Los Angeles Memorial Coliseum |

## Classifiche
| NFL Western Conference |    |   |   |      |       |     |     |     |
|                        | V  | S | P | %    | DIV   | PF  | PS  | STR |
| Green Bay Packers      | 12 | 2 | 0 | .857 | 10–2  | 335 | 163 | V5  |
| Baltimore Colts        | 9  | 5 | 0 | .643 | 7–5   | 314 | 226 | V1  |
| Los Angeles Rams       | 8  | 6 | 0 | .571 | 6–6   | 289 | 212 | S1  |
| San Francisco 49ers    | 6  | 6 | 2 | .500 | 5–5–2 | 320 | 325 | S1  |
| Chicago Bears          | 5  | 7 | 2 | .417 | 4–6–2 | 234 | 272 | V1  |
| Detroit Lions          | 4  | 9 | 1 | .308 | 3–8–1 | 206 | 317 | S3  |
| Minnesota Vikings      | 4  | 9 | 1 | .308 | 4–7–1 | 292 | 304 | S1  |

Nota:  i pareggi non venivano conteggiati ai fini della classifica fino al 1972.